# Arthrostylidium scandens
Arthrostylidium scandens là một loài tre thuộc chi Arthrostylidium trong họ Hòa thảo. Loài này được McClure mô tả khoa học đầu tiên năm 1964.